# كايزر حق
كايزر حق (بالإنجليزية: Kaiser Haq)‏ هو أكاديمي ومترجم باكستاني وبنغلاديشي، ولد في 7 ديسمبر 1950 في البنغال الشرقية في الهند.